# Amathia pinnata
Amathia pinnata är en mossdjursart som beskrevs av James Barrie Kirkpatrick 1888. Amathia pinnata ingår i släktet Amathia och familjen Vesiculariidae. Inga underarter finns listade i Catalogue of Life.